# Gino Odjick
Wayne Gino Odjick, född 7 september 1970 i Maniwaki, Québec, död 15 januari 2023 i Vancouver, British Columbia, var en kanadensisk professionell ishockeyspelare som spelade i NHL mellan 1990 och 2002.
På 605 NHL-matcher gjorde Odjick 64 mål och 73 assists för totalt 137 poäng, och han samlade även på sig 2 567 utvisningsminuter.
Odjick avled i en hjärtinfarkt 2023, med största säkerhet orsakad av AL-amyloidos som han diagnostiserades med 2014.

## Statistik

### Klubbkarriär
|         |                     |       | Grundserie | Grundserie | Grundserie | Grundserie | Grundserie | Slutspel | Slutspel | Slutspel | Slutspel | Slutspel |
| Säsong  | Lag                 | Liga  | Matcher    | Mål        | Assist     | Poäng      | Utv.       | Matcher  | Mål      | Assist   | Poäng    | Utv.     |
| ------- | ------------------- | ----- | ---------- | ---------- | ---------- | ---------- | ---------- | -------- | -------- | -------- | -------- | -------- |
| 1988–89 | Laval Titan         | QMJHL | 50         | 9          | 15         | 24         | 278        | 16       | 0        | 9        | 9        | 129      |
| 1989–90 | Laval Titan         | QMJHL | 51         | 12         | 26         | 38         | 280        | 13       | 6        | 5        | 11       | 110      |
| 1990–91 | Milwaukee Admirals  | IHL   | 17         | 7          | 3          | 10         | 102        | —        | —        | —        | —        | —        |
| 1990–91 | Vancouver Canucks   | NHL   | 45         | 7          | 1          | 8          | 296        | 6        | 0        | 0        | 0        | 18       |
| 1991–92 | Vancouver Canucks   | NHL   | 65         | 4          | 6          | 10         | 348        | 4        | 0        | 0        | 0        | 6        |
| 1992–93 | Vancouver Canucks   | NHL   | 75         | 4          | 13         | 17         | 370        | 1        | 0        | 0        | 0        | 0        |
| 1993–94 | Vancouver Canucks   | NHL   | 76         | 16         | 13         | 29         | 271        | 10       | 0        | 0        | 0        | 18       |
| 1994–95 | Vancouver Canucks   | NHL   | 23         | 4          | 5          | 9          | 109        | 5        | 0        | 0        | 0        | 47       |
| 1995–96 | Vancouver Canucks   | NHL   | 55         | 4          | 3          | 7          | 181        | 6        | 3        | 1        | 4        | 6        |
| 1996–97 | Vancouver Canucks   | NHL   | 70         | 5          | 8          | 13         | 371        | —        | —        | —        | —        | —        |
| 1997–98 | Vancouver Canucks   | NHL   | 35         | 3          | 2          | 5          | 181        | —        | —        | —        | —        | —        |
| 1997–98 | New York Islanders  | NHL   | 13         | 0          | 0          | 0          | 31         | —        | —        | —        | —        | —        |
| 1998–99 | New York Islanders  | NHL   | 23         | 4          | 3          | 7          | 133        | —        | —        | —        | —        | —        |
| 1999–00 | New York Islanders  | NHL   | 46         | 5          | 10         | 15         | 90         | —        | —        | —        | —        | —        |
| 1999–00 | Philadelphia Flyers | NHL   | 13         | 3          | 1          | 4          | 10         | —        | —        | —        | —        | —        |
| 2000–01 | Philadelphia Flyers | NHL   | 17         | 1          | 3          | 4          | 28         | —        | —        | —        | —        | —        |
| 2000–01 | Montreal Canadiens  | NHL   | 13         | 1          | 0          | 1          | 44         | —        | —        | —        | —        | —        |
| 2001–02 | Quebec Citadelles   | AHL   | 13         | 2          | 1          | 3          | 40         | —        | —        | —        | —        | —        |
| 2001–02 | Montreal Canadiens  | NHL   | 36         | 4          | 4          | 8          | 104        | 12       | 1        | 0        | 1        | 47       |
|         | NHL totalt          |       | 605        | 64         | 73         | 137        | 2567       | 44       | 4        | 1        | 5        | 142      |